# Фихтенхёэ
Фихтенхёэ (нем. Fichtenhöhe) — община в Германии, в земле Бранденбург.
Входит в состав района Меркиш-Одерланд. Подчиняется управлению Зелов-Ланд.  Население составляет 541 человек (на 31 декабря 2010 года). Занимает площадь 22,89 км².
Коммуна подразделяется на 3 сельских округа.
| Год  | Население |
| ---- | --------- |
| 2005 | 588       |
| 2010 | 557       |